# Puisieux-et-Clanlieu
Puisieux-et-Clanlieu – miejscowość i gmina we Francji, w regionie Hauts-de-France, w departamencie Aisne.
Według danych na styczeń 2014 roku gminę zamieszkiwało 305 osób, a gęstość zaludnienia wynosiła 17,5 osób/km².